# Cuộc vây hãm Maubeuge
Cuộc vây hãm Maubeuge là một hoạt động quân sự trên Mặt trận phía Tây của cuộc Chiến tranh thế giới thứ nhất, kéo dài từ ngày 25 tháng 8 cho đến ngày 8 tháng 9 năm 1914, và được xem là cuộc vây hãm lâu dài nhất trong cuộc chiến tranh. Quân đội Đế quốc Đức đã chiếm được pháo đài Maubeuge từ tay quân đội Pháp, mãi đến tháng 11 năm 1918 khi quân đội Anh giải phóng Maubeuge. Sự thất thủ của Maubeuge cũng mang lại cho quân Đức một số lượng tù binh lớn. Thắng lợi của người Đức trong cuộc vây hãm Maubeuge cũng loại bỏ một trong những pháo đài chủ chốt ngăn cản đường tiến của họ vào Bỉ, mặc dù nó cũng khiến cho kế hoạch Schlieffen của họ bị trì hoãn. Đồng thời, thành công của ông trong cuộc vây hãm cũng khiến cho tướng Johann von Zwehl, tư lệnh Quân đoàn Trừ bị VII của Đức trở thành người thứ tư được nhận Huân chương Quân công cao quý của Phổ trong cuộc chiến.
Tại thị trấn Maubeuge của Pháp có một pháo đài quan trọng tọa lạc tại biên giới phía bắc của Pháp với Bỉ trên sông Sambre. Do đó, vào tháng 8 năm 1914, Maubeuge nằm trong trái tim của kế hoạch Schlieffen của người Đức. Vào tháng 8 năm 1914. Ban đầu người Pháp không tin vào sự hiện diện của một lực lượng lớn của Đức về hướng Bắc sông Sambre, nhưng cuối cùng họ đã nhận thấy điều này. Tập đoàn quân số 5 của Pháp đã được lệnh phòng ngự chiến tuyến sông Sambre. Trong khi đó, về phía Bắc Maubeuge, Lực lượng Viễn chinh Anh (BEF) để chuẩn bị một cuộc tiến công của khối Hiệp Ước vào đất Bỉ. Tuy nhiên, sau thất bại của mình trong các trận đánh tại Charleroi và Mons, quân đồng minh Anh - Pháp triệt thoái khỏi lực lượng phe Hiệp Ước và bị quân đội Đức bao vây vào ngày 25 tháng 8. Trong khi Maubeuge có một đạo quân trú phòng với 14 đồn bót, trọng trách vây hãm Maubeuge thuộc về Quân đoàn trừ bị VII của Đức với sự hỗ trợ đắc lực của trọng pháo. Trọng pháo của quân Đức đã triệt tiêu đồn bót của quân Pháp tại Maubeuge. Vào ngày 1 tháng 9, quân đội Đức đã đập tan một cuộc phá vây của quân Pháp.
Cuộc tiến công của quân Đức tiếp tục gặp thuận lợi, vào ngày 5 tháng 9, sau một tuần lễ công pháo, một lỗ hổng đã hiện ra ở hàng phòng ngự của quân Pháp. Tuy tình hình quân đội Pháp tại Maubeuge đã rơi vào nguy kịch, tướng Fournier vẫn quyết tâm tử thủ. Tuy nhiên, ngày hôm sau (7 tháng 9), quân đội Đức nã pháo vào một đồn bót, buộc người Pháp phải đầu hàng. Sau cuộc chiến, Fournier bị đưa ra tòa án quân sự nhưng cuối cùng đã được xóa tội.